# HD 57049
HD 57049，又名BD+15 1541，SAO 96783、HR 2780，是一颗恒星，视星等为6.45，位于銀經202.43，銀緯13.08，其B1900.0坐标为赤經7h 14m 25.1s，赤緯+15° 13.08′ 39″。